# Juan Carlos Ablanedo
Juan Carlos Ablanedo Iglesias (Mieres, 1963. szeptember 2. –) spanyol válogatott labdarúgókapus.

## Pályafutása

### Klubcsapatban
Mieresben született, Asztúriában. Egész pályafutása során egyetlen csapatban, a Sporting Gijónban játszott. 1983 és 1999 között több mint 400 mérkőzésen védte a Sporting kapuját. 1983. január 2-án mutatkozott be egy Espanyol elleni bajnokin. Két évvel később a csapat első számú kapusa lett és ezt a pozíciót betöltötte egészen az 1999-es visszavonulásáig. Három alkalommal kapta meg a legjobb kapusnak járó Zamora-díjat.

### A válogatottban
1986 és 1991 között 4 alkalommal szerepelt a spanyol válogatottban. Egy Gijónban rendezett Görögország elleni barátságos mérkőzés alkalmával mutatkozott be 1986. szeptember 24-én. Részt vett az 1986-os és az 1990-es világbajnokságon.

## Sikerei, díjai
Spanyolország U21
- U21-es Európa-bajnok (1): 1986

Egyéni
- Zamora-díj (3): 1984–85, 1985–86, 1989–90

## Kapcsolódó cikk
- Egycsapatos labdarúgók listája

## Külső hivatkozások
- Juan Carlos Ablanedo adatlapja a National-Football-Teams.com oldalon (angolul)

- Juan Carlos Ablanedo (angol nyelven). FootballDatabase.eu
- Juan Carlos Ablanedo (angol nyelven). eu-football.info
- Juan Carlos Ablanedo (angol, katalán, spanyol nyelven). BDFutbol.com
- Juan Carlos Ablanedo adatlapja a worldfootball.net oldalon (angolul)